# Aspö, Karlskrona kommun
För andra betydelser, se Aspö.

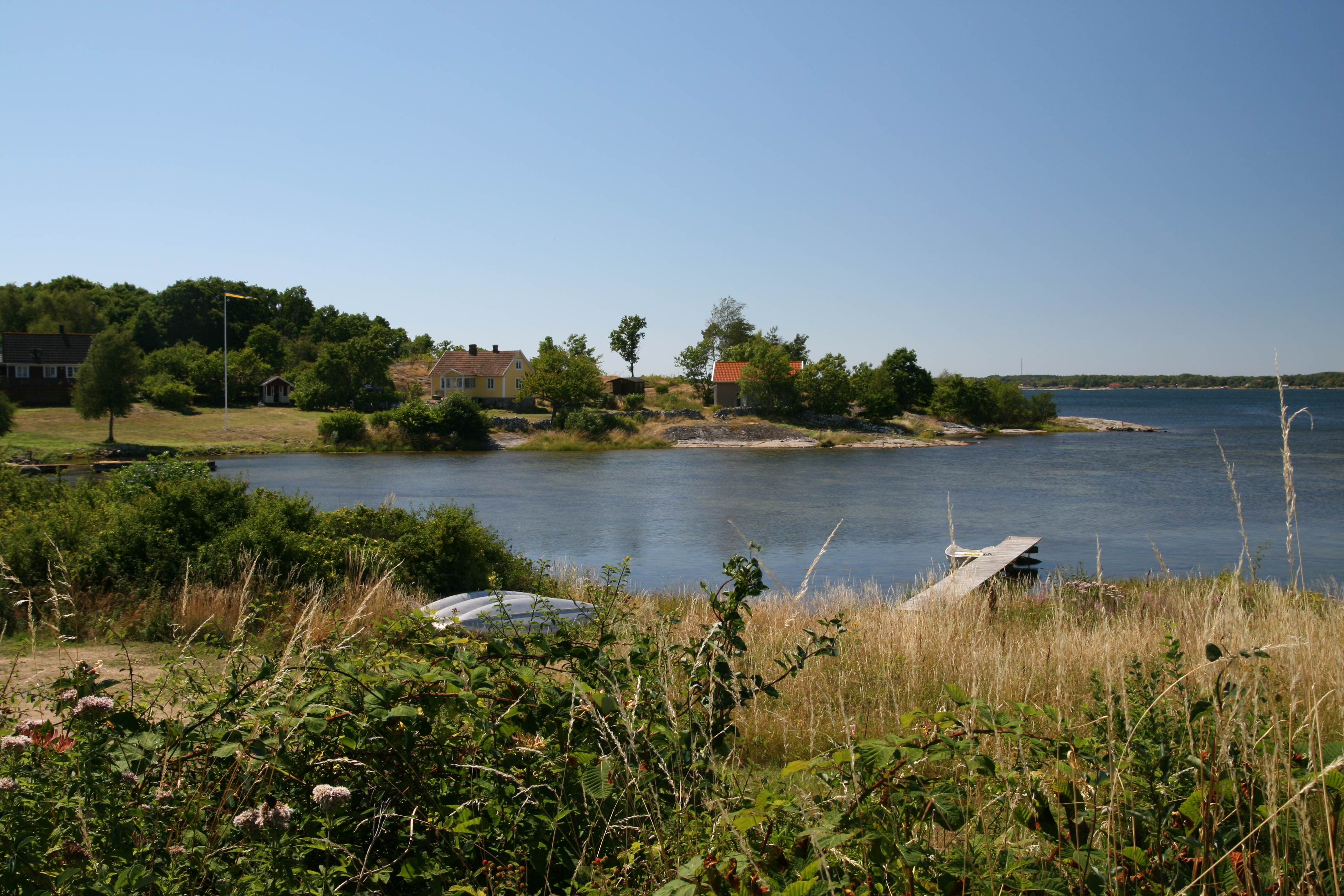
Gäraviken på Aspös västra kust.

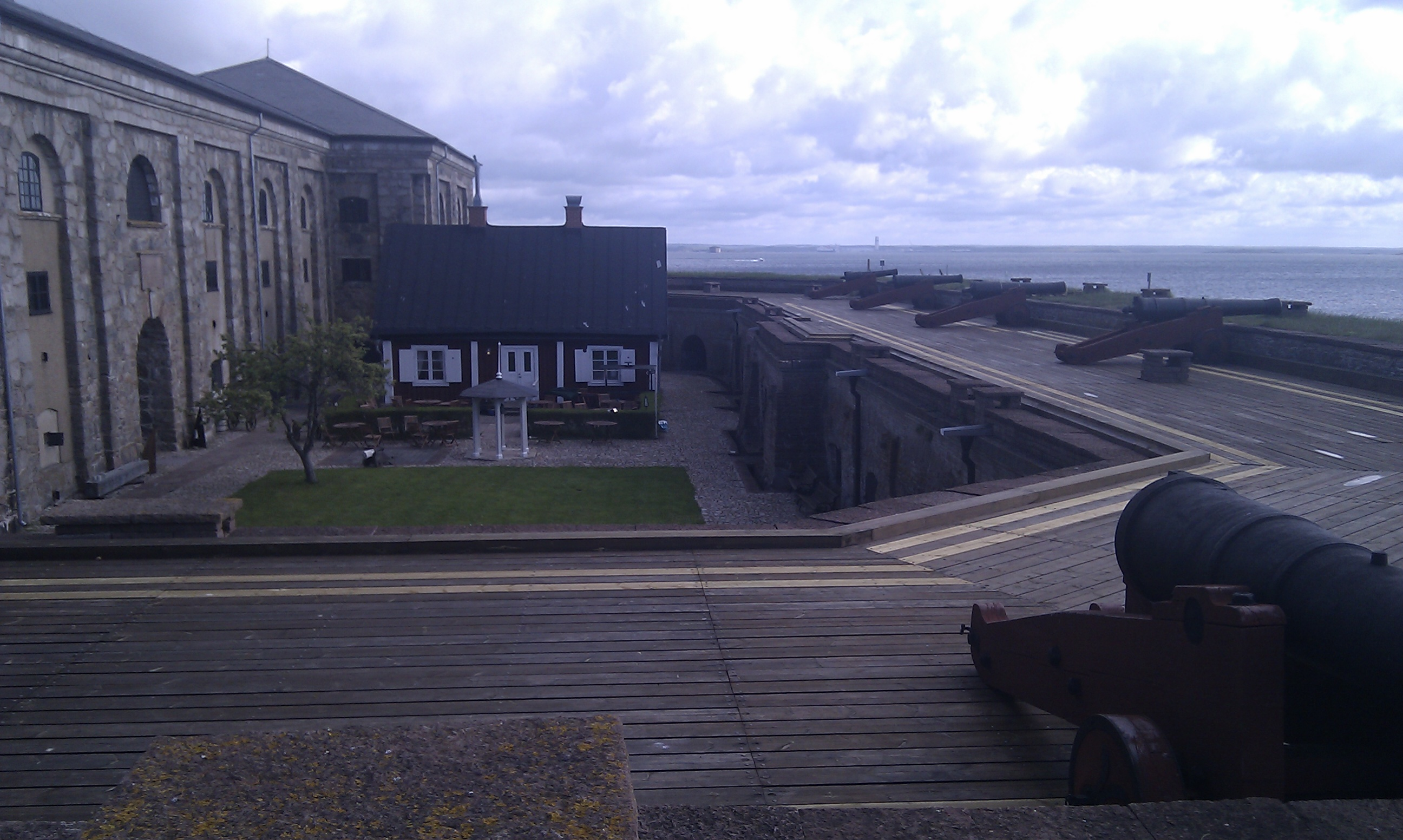
Drottningsskärs kastell fotograferat från muren. Restaurangen ligger i huset på borggården.

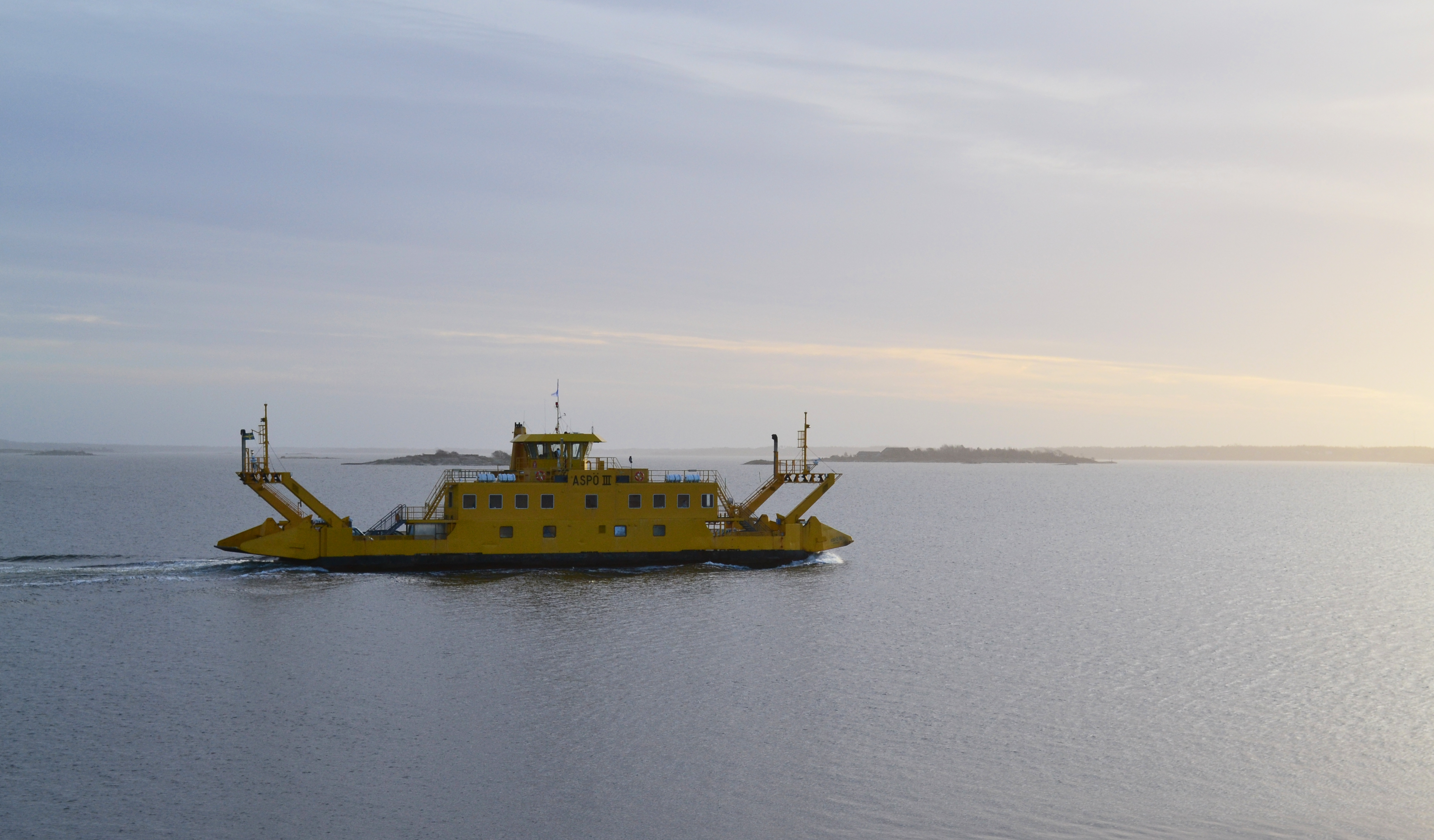
Aspöfärjan, som går mellan Trossö och Aspö flera gånger dagligen.

Aspö är en ö i Blekinge skärgård utanför Karlskrona, vars yta är knappt åtta kvadratkilometer. 
Aspö når man med vägfärja (25 minuter) från Karlskrona. På Aspö finns tätorten Drottningskär samt de tre mindre byarna Ryd, Bäck och Kroken. På ön västra halva finns Kustartilleriets museum och på öns östra kust finns Drottningskärs kastell som bland annat inrymmer en restaurang.